# Christian Gourcuff

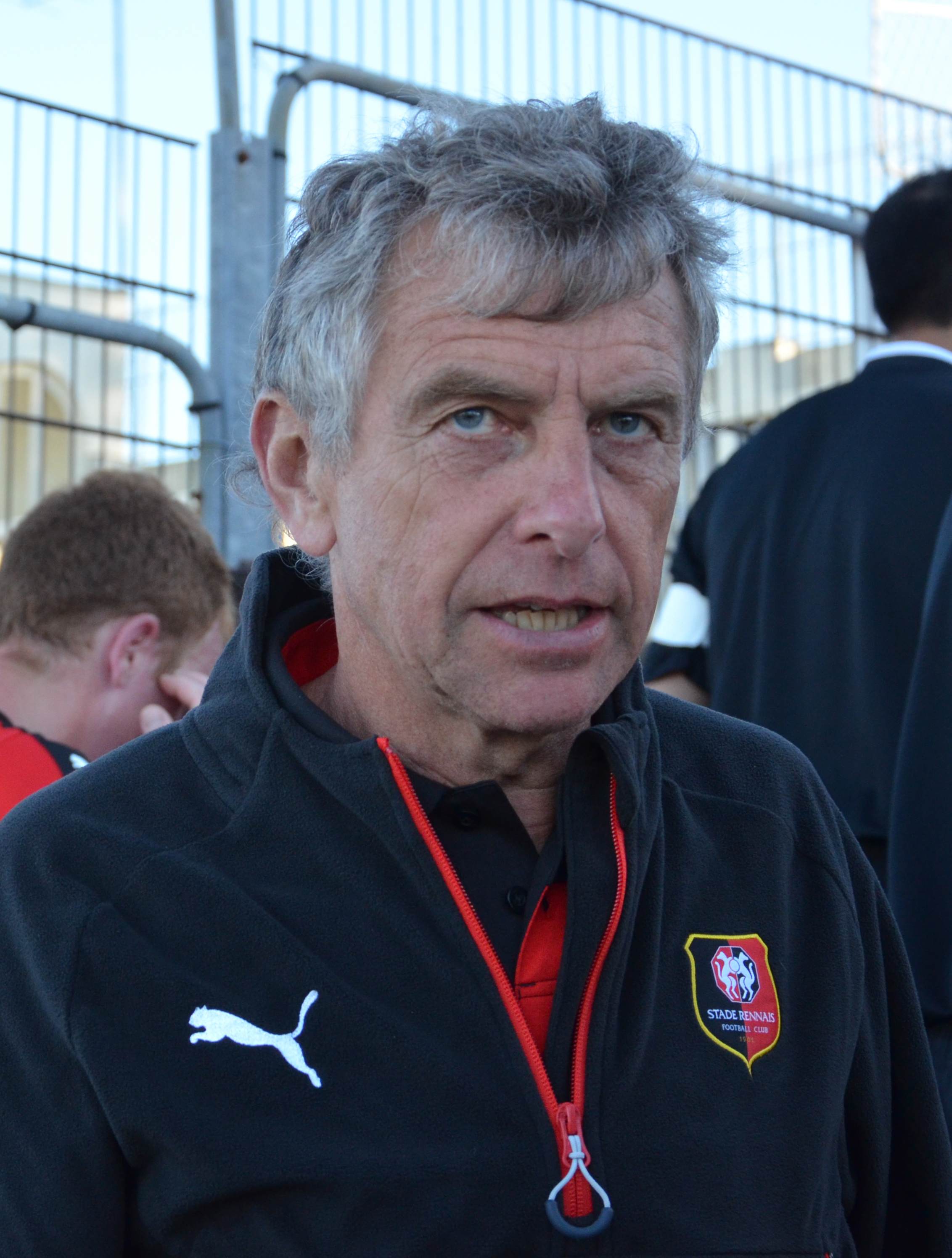
Christian Gourcuff (2016)

Christian Gourcuff (* 5. April 1955 in Hanvec, Finistère) ist ein ehemaliger französischer Fußballspieler und aktueller -trainer.

## Spieler
Der in der Bretagne geborene und aufgewachsene Mittelfeldspieler spielte als Profi zwar nie bei einem Klub der Division 1, allerdings gehörte er bei Stade Rennais, EA Guingamp, FC Rouen, FC Lorient und Le Mans UC über mehrere Jahre zum Stamm der jeweiligen Zweitligamannschaft. Zudem gewann er 1973 als 17-Jähriger mit der A-Jugend von Rennes die Coupe Gambardella gewonnen. Auch seine einzige Auslandsstation – von einem zweieinhalbmonatigen Gastspiel während einer Reise durch Kanada abgesehen – beim Schweizer FC La Chaux-de-Fonds spielte sich in der Nationalliga B ab. Sein Sohn Yoann (* 1986) hingegen galt lange als eines der größten französischen Spielertalente des frühen 21. Jahrhunderts.
Für die bretonische Nationalauswahl trat Christian Gourcuff einmal in der Partie gegen die USA am 30. Dezember 1988 an.
Bereits ab 1982 agierte er nicht mehr nur auf dem Rasen, sondern bereitete sich als Spielertrainer auf seine spätere Tätigkeit vor, die ihn in der Gegenwart zu einem hoch angesehenen Übungsleiter hat werden lassen.

### Vereinsstationen als Spieler
- Stade Rennais (1972–1974)
- Union Sportive Berné (1974–1978)
- En Avant Guingamp (1978–1980)
- Football Club de Rouen (1980/81)
- FC La Chaux-de-Fonds (1981/82)
- Football Club de Lorient (1982–1986)
- Le Mans Université Club (1986–1989)
- Supra Montréal (Sommer 1989)
- Union Sportive Pont-l'Abbé (1989–1991)

## Trainer
Bereits als Spieler hatte Christian Gourcuff seine Trainerausbildung begonnen und war in dieser Doppelfunktion bei Lorient, Le Mans und Pont-l’Abbé tätig. Ab 1991, mit 36 Jahren, konzentrierte er sich dann endgültig auf das Trainermetier und arbeitete die nächsten 10 Jahre als Chefcoach beim FC Lorient, den er gleich in seiner ersten Saison in die Division 2 führte. Zwar stiegen die Merlus (der Verein wird in Frankreich als „Seehechte“ bezeichnet) 1993 in die National ab, aber 1995 brachte Gourcuff die Mannschaft zurück – und drei Jahre später sogar erstmals in der Vereinsgeschichte in die höchste Liga. Nach dem sofortigen Wiederabstieg gelang ihm 2001 der zweite Aufstieg in die Division 1. Für viele überraschend, verließ er Lorient zu diesem Zeitpunkt, um beim bretonischen „Flaggschiff“ Stade Rennais, knapp drei Jahrzehnte zuvor sein erster Profiklub als Spieler, anzuheuern – und dadurch den bis dato größten Erfolg des FC Lorient zu verpassen, der am Ende der Saison 2001/02 zwar wiederum in die zweite Liga zurückkehren musste, aber gleichzeitig den französischen Pokal gewann. Zur Saison 2002/03 wechselte der Trainer nach Katar und betreute dort Al-Ittihad. Nach einem Jahr am Persischen Golf kam Gourcuff nach Frankreich zurück, wo er während der folgenden elf Jahre wieder „seinen“ FC Lorient trainiert; diesen führte er 2006 zum dritten Mal in die Ligue 1, wo es dem Verein und seinem Trainer erstmals gelang, nicht nach einer Spielzeit auf höchstem Niveau gleich wieder abzusteigen. Als Gourcuff die Merlus aufgrund von anhaltenden Differenzen mit dem neuen Vereinspräsidenten Loïc Féry nach der Saison 2013/14 verließ, hatte Lorient sich fast schon zum „Ligainventar“ entwickelt. Im Juli 2014 entschloss sich Gourcuff, eine neue Herausforderung zu suchen. Er nahm das Angebot an, Trainer der algerischen Nationalmannschaft zu werden. Algerien gewann die ersten vier Spiele unter dem neuen Coach und qualifizierte sich dadurch glatt für die Endrunde der Afrikameisterschaft 2015, bei der die Fennecs allerdings schon im Viertelfinale ausschieden. Obwohl Gourcuff Algerien auch bei der Qualifikation zum 2017er Kontinentalturnier auf einen guten Weg gebracht hatte, löste er im April 2016 seinen Vertrag mit dem Verband vorzeitig und einvernehmlich auf. Er erklärte diesen Schritt damit, dass ihn mit 61 Jahren noch einmal die tägliche Arbeit bei einem Vereinsteam reize.
Nach 14 Jahren kehrte Christian Gourcuff zur Spielzeit 2016/17 auf die Trainerbank von Stade Rennes zurück – eine Station, die seine erste als Profispieler war und, wie er hoffte, seine letzte als Übungsleiter sein würde. Ohne konkrete Erwartungen oder Ziele mit der Mannschaft zu nennen, beschrieb er seine Motivation zur Rückkehr in die Bretagne mit den Worten, er weise „den Enthusiasmus eines Jungen und zugleich die Ausgeglichenheit eines Alten“ auf, was „eine gute Mischung ergeben“ könne. Dass er dort gleichzeitig seinen Sohn Yoann wieder in die Spur zu bringen versuchen wolle, sei keine einfache, aber nicht seine vorrangige Aufgabe im Roazhon Park. Vor allem wolle er dem Spiel der Ligaelf eine „unverwechselbare Identität“ geben. Am Ende dieser Spielzeit schloss die Mannschaft auf dem neunten Rang ab. Nach dem ersten Saisondrittel 2017/18 belegte Rennes erneut einen Mittelfeldplatz in der Ligatabelle; dies war dem eine Woche zuvor neu berufenen Vereinspräsidenten Olivier Létang aber offenbar nicht genug; deshalb entließ er Gourcuff am 9. November 2017 vorzeitig.
Im Sommer 2018 kehrte Christian Gourcuff nach Doha zurück, wo er bis Ende Mai 2019 den Cheftrainerposten beim al-Gharafa Sports Club übernahm. Als sein Assistent fungierte dort Stéphane Le Mignan. Im August 2019 wurde Gourcuff Cheftrainer des FC Nantes und betreute den Verein anschließend bis Dezember 2020.
France Football charakterisiert Gourcuffs Arbeit als eine Mischung aus Leidenschaft, strategischen Fähigkeiten und Organisationstalent. Er bevorzuge im Zweifelsfall das schöne Spiel gegenüber dem erfolgsorientierten und setze dies nach Möglichkeit im 4-4-2-System um. Er selbst nennt Jean Prouff als denjenigen Trainer, von dem er für seine Tätigkeit am meisten beeinflusst wurde. Und über seine Spielerkarriere sagt er: „Wäre ich mein eigener Trainer gewesen – das wäre für diesen dickköpfigen Spieler schief gegangen.“